# Ludvig II av Ungern
Ludvig II av Ungern, eller Ludvig av Böhmen och Ungern, född 1506, död 1526 nitton år gammal, var en ungersk och böhmisk monark; kung över Ungern, Kroatien och Böhmen från 1516 till 1526. 

## Biografi
Ludvig var son till den ungersk-böhmiske kungen Vladislav II av Böhmen och Ungern, kröntes till tronföljare 1507 och efterträdde fadern 1516. Ludvig kunde inte bli herre över fraktioniseringen av landet och kontrollerades av de ledande stormännen. Ett skymfligt avvisande av en ambassad med fördragsanbud från den turkiske sultanen Süleyman I ledde till krig med turkarna.
Ludvig ledde de ungerska styrkorna i det förödande slaget vid Mohács där den ungerska hären besegrades av osmanerna. Ludvig avled under återtåget. Då han var barnlös kom han att bli den sista kungen över Böhmen och Ungern i den Jagellonska ätten. Anspråken på tronerna kom att tas över av Habsburgarna via Ludvigs svåger och blivande tysk-romerska kejsaren Ferdinand. 